# Gnetum gnemon
Гнетум гнемон (Gnetum gnemon) — вид голонасінних рослин класу гнетоподібних.

## Поширення, екологія
Країни проживання: Бангладеш, Камбоджа, Китай (Тибет, Юньнань), Фіджі, Індія (штат Аруначал-Прадеш, Ассам, Мегхалая, Нікобарські о-ви, Тріпура), Індонезія (Малі Зондські острови, Молуккські острови, Папуа, Сулавесі), Малайзія (півострів Малакка, Сабах, Саравак), М'янма (материк), Папуа Нова Гвінея (архіпелаг Бісмарка, Папуа (головний острів групи)), Філіппіни, Соломонові острови (Південні Соломони), Таїланд, Вануату, В'єтнам.
Росте в тропічних дощових лісах з бімодальним або однорідним випаданням опадів між 750–5000 мм/рік і процвітає там, де кількість опадів становить 3000–5000 мм/рік.
Зустрічається на висоті між 0–1700 м і може терпіти затінок, а також сонце, росте у досить великому діапазоні температур і, ймовірно, безплідній землі.
Він також може рости при сильному вітрі, але не терпить солоні бризки, і тому це не прибережний вид.
Вид був знайдений в рівнинних районах і більш часто на схилах у первинних і вторинних лісах.
Найкращі умови це основа з трохи кислих нейтральних ґрунтів, але дерево може рости й на вапняних породах. Культивується в садах і приватних садах в межах його ареалу. У Папуа Новій Гвінеї цей вид може рости разом з хлібним деревом (Artocarpus), Pandanus conoideus та іншими харчовими і волокнистими видами.

## Морфологія
Росте у вигляді чагарника або невеликого дерева; кора сірувата; крона вузька; гілля зелене або жовтувато-зелене, стає лозоподібним.
Листова пластинка жовтувато-зелена, еліптична або довгаста, розміром 7.5–20 × 2.5–10 см, шкіряста або перетинчаста.
Плодоподібні стробіли складаються з маленького, але шкірястого покриття і великого горіхоподібного насіння 2–4 см завдовжки. Соковиті стробіли важать ≈ 5.5 грама, насіння — 3.8 грама. Стробіли зрілі, головним чином, з червня по вересень на північному сході Філіппін. Червоні стробіли їдять птахи, ссавці і рептилії.

## Використання
Насіння їдять в сирому, вареному або смаженому вигляді. Він вирощується на плантаціях Яви і ядра великого насіння б'ються і смажаться, потім їх їдять гарячими або залишають охолоджуватися і обробляють як картопляні чипси.
На головних вулицях Яви із вуличних лотків продають ці «чипси» з великих банок. Молоді суцвіття використовуються як овоч. Листяний сік використовується в медицині для лікування очних ускладнень.
Волокна використовують для виготовлення волосіні, рибальських сітей і авосьок. Деревина може бути спалена як дрова і використовуватися, щоб зробити ручки інструментів, для виготовлення паперу та будівництва будинків.

## Загрози та охорона
Основною загрозою є втрата середовища проживання в результаті конверсії лісів в плантації сільськогосподарських культур, комерційних лісозаготівель, розширення міських територій і перехід сільського господарства на схили пагорбів. Вид був знайдений в кількох природоохоронних територіях у всьому діапазоні поширення.

## Галерея

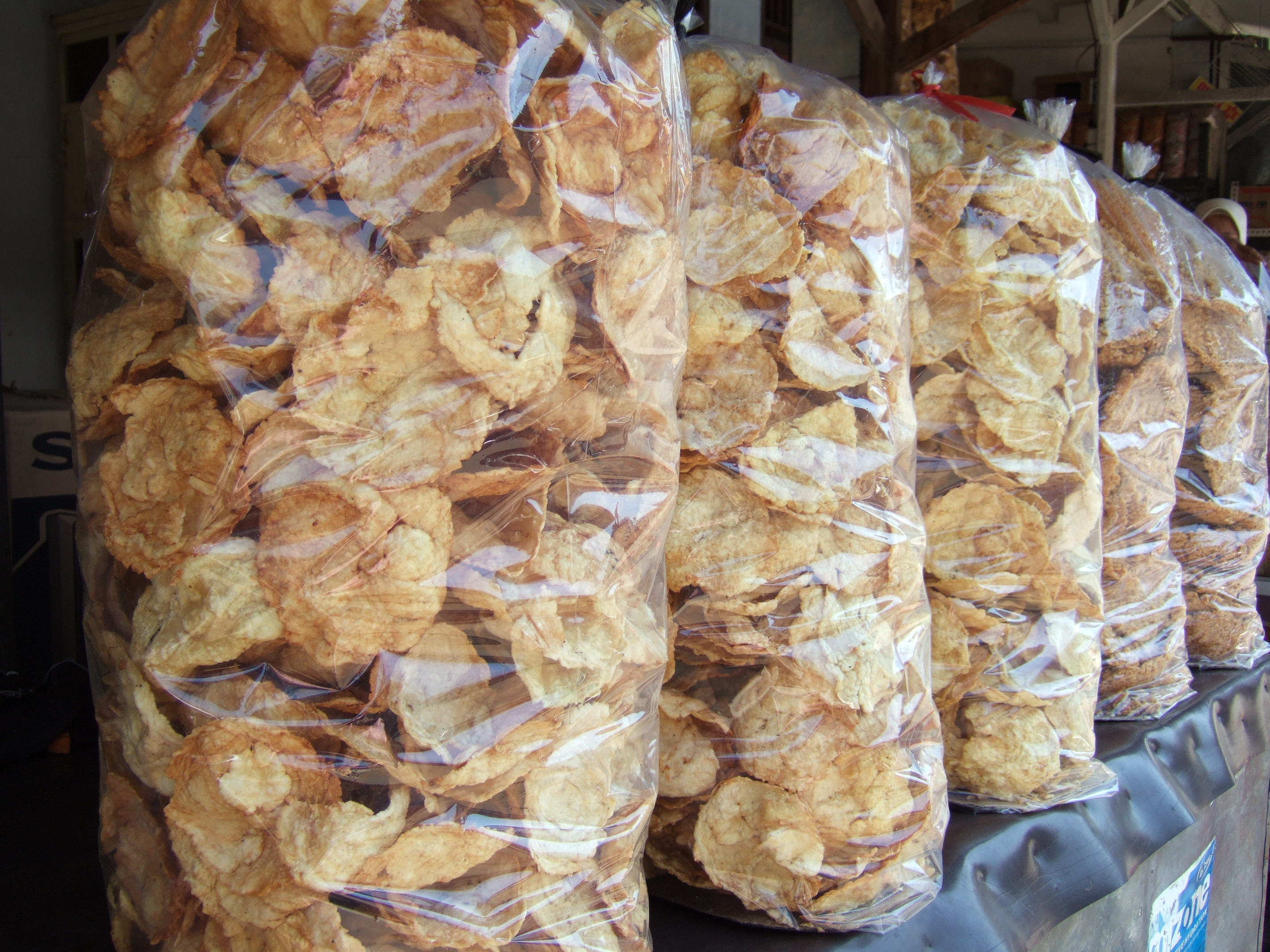
Гнетумні чипси
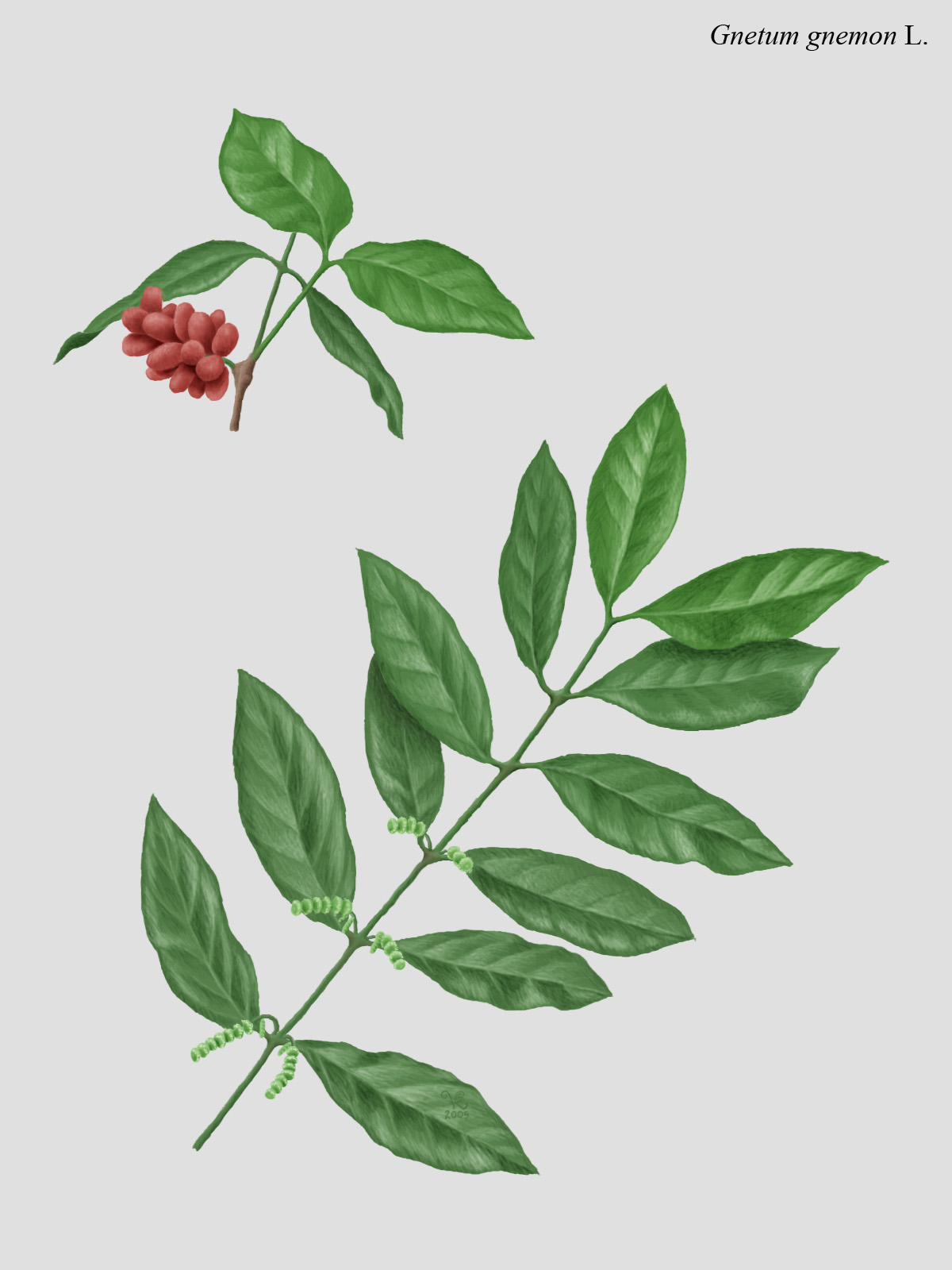
Малюнок
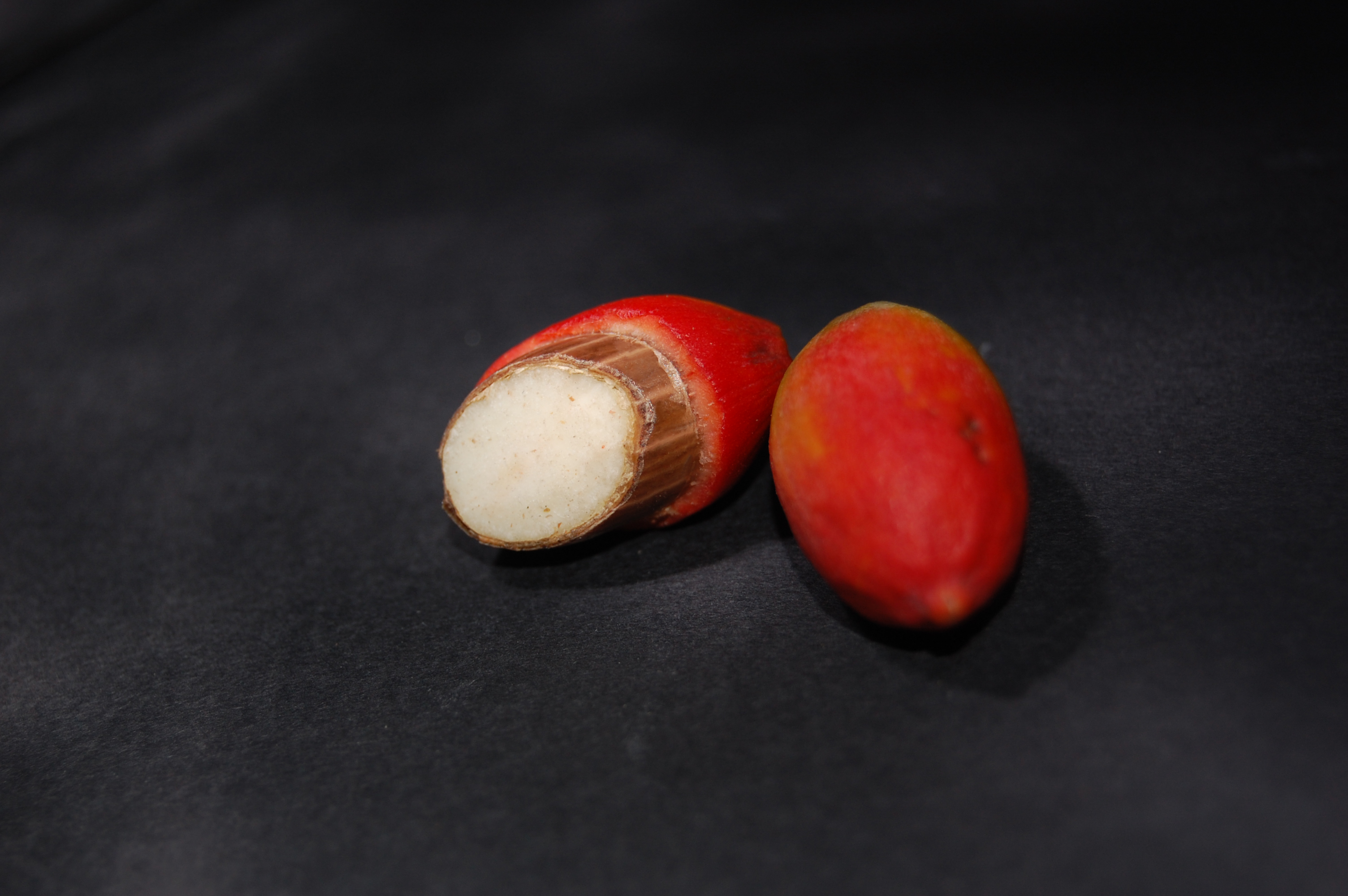
Плоди
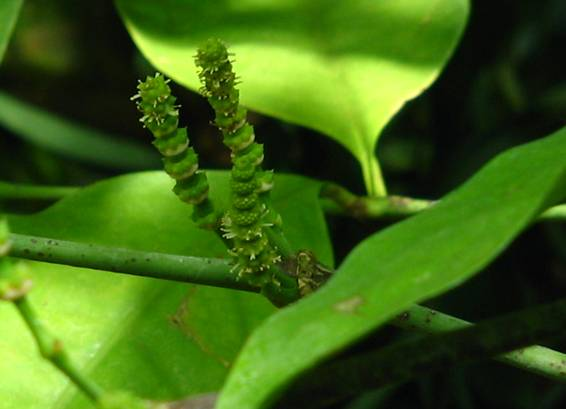
Чоловічі шишки
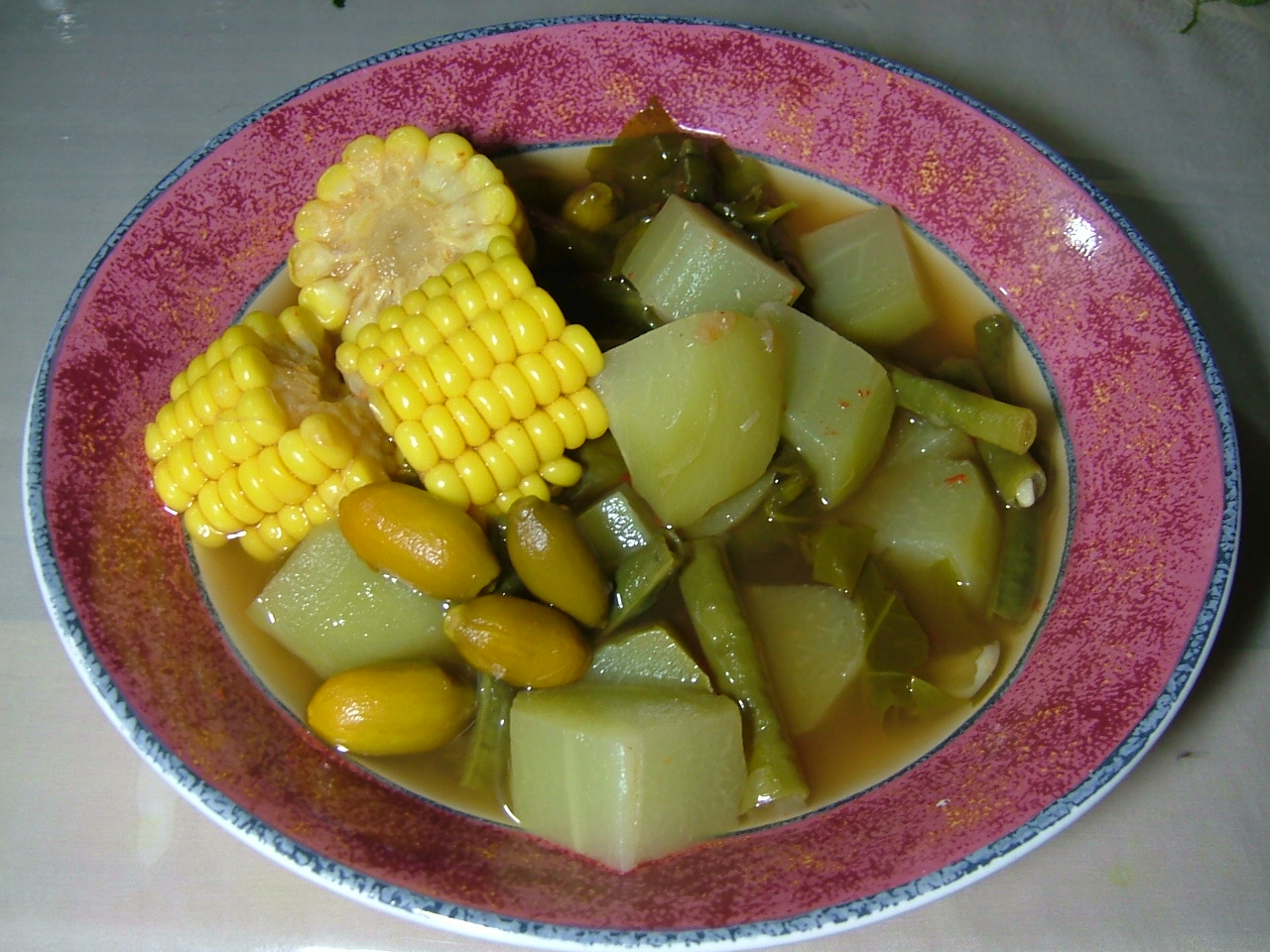
Суп з насінням гнетуму